# Darantasia goldei
Darantasia goldei là một loài bướm đêm thuộc phân họ Arctiinae, họ Erebidae.